# Conségudes
Conségudes település Franciaországban, Alpes-Maritimes megyében. Lakosainak száma 99 fő (2022. január 1.). Conségudes Bézaudun-les-Alpes, Coursegoules, Les Ferres, Pierrefeu, Roquestéron és Roquestéron-Grasse községekkel határos.

## Népesség
A település népességének változása:
| Lakosok száma | 91   | 59   | 57   | 77   | 98   | 106  | 99   | 95   | 95   | 99   |
|               | 1968 | 1982 | 1990 | 2006 | 2013 | 2015 | 2017 | 2019 | 2020 | 2022 |